# Солнечный сельсовет (Амурская область)
Со́лнечный сельсове́т — сельское поселение в Сковородинском районе Амурской области.
Административный центр — посёлок Солнечный.

## История
11 апреля 2005 года в соответствии с Законом Амурской области № 473-ОЗ муниципальное образование  наделено статусом сельского поселения.

## Население
| 2002  | 2010  | 2011  | 2012  | 2013  | 2014  | 2015  |
| ----- | ----- | ----- | ----- | ----- | ----- | ----- |
| 1549  | ↘1428 | ↘1422 | ↘1344 | ↘1297 | ↘1248 | ↘1246 |
| 2016  | 2017  | 2018  | 2021  |       |       |       |
| ↘1241 | ↘1219 | ↘1217 | ↘943  |       |       |       |

## Состав сельского поселения
| № | Населённый пункт | Тип населённого пункта          | Население |
| - | ---------------- | ------------------------------- | --------- |
| 1 | Бам              | железнодорожная станция         | ↘876      |
| 2 | Имачи            | железнодорожная станция         | →0        |
| 3 | Солнечный        | посёлок, административный центр | ↗341      |